# Андреев, Олег Михайлович (футболист)
Олег Михайлович Андреев (эст. Oleg Andrejev; 30 января 1962, Таллин) — советский и эстонский футболист, вратарь.

## Биография
Занимался футболом с 12 лет в секции Октябрьского района города Таллина у тренера Иосифа Катцева. Служил в армии. На старте взрослой карьеры играл за «Динамо» (Таллин), в 1983 году стал чемпионом и обладателем Кубка Эстонской ССР среди КФК. В ходе сезона 1984 года был приглашён в команду второй лиги СССР «Спорт» (Таллин), где выступал в течение шести сезонов, не будучи регулярным «первым номером», и сыграл за это время 66 матчей. В 1990 году вернулся на уровень республиканского чемпионата и стал двукратным чемпионом Эстонской ССР (1990, 1991) в составе таллинского ТФМК.
После распада СССР продолжил выступать в независимом чемпионате Эстонии за ТФМК, в этот период клуб носил названия «ФМФ-90» и «Николь». В весеннем сезоне 1992 года стал бронзовым призёром чемпионата страны. В сезоне 1994/95 сыграл 3 матча в клубе «Лантана-Марлекор», ставшем серебряным призёром. С 1995 года снова играл за ТФМК (в середине 1990-х годов — «Тевалте-Марлекор», «Марлекор»), становился бронзовым призёром чемпионата в сезонах 1995/96 и 2000, серебряным призёром в 2001 году.
Всего в высшем дивизионе Эстонии сыграл 178 матчей. В составе «Николь»/ТФМК провёл 2 матча в Кубке обладателей кубков (1993) и 2 игры в Кубке Интертото (2001).
С 2002 года выступал за клубы низших лиг Эстонии, во многих матчах выходил на позиции полевого игрока. Последние матчи сыграл в 49-летнем возрасте в составе «Инфонета».
Работал тренером вратарей в юношеских сборных Эстонии и в «Инфонете». Имеет тренерскую лицензию «Б».

## Личная жизнь
Сын Кирилл (род. 1987) также стал футболистом, играл на позиции вратаря за клубы низших лиг Эстонии.